# Сан Рафаел
Сан Рафаел (шп. San Rafael) је град у Аргентини у покрајини Мендоза. Према процени из 2005. у граду је живело 111.013 становника.

## Становништво
Према процени, у граду је 2005. живело 111.013 становника.
| 1980.  | 1991.  | 2001.   |
| ------ | ------ | ------- |
| 70.959 | 94.651 | 106.386 |